# Trichosanchezia
Trichosanchezia, monotipični biljni rod iz porodice primogovki smješten u tribus Ruellieae, dio potporodice Acanthoideae. Jedina vrsta je peruanski endemT. chrysothrix. Opisan je u Notizbl. Bot. Gart. Berlin-Dahlem, 9: 984. 1926  